# Lena Saniye Güngör

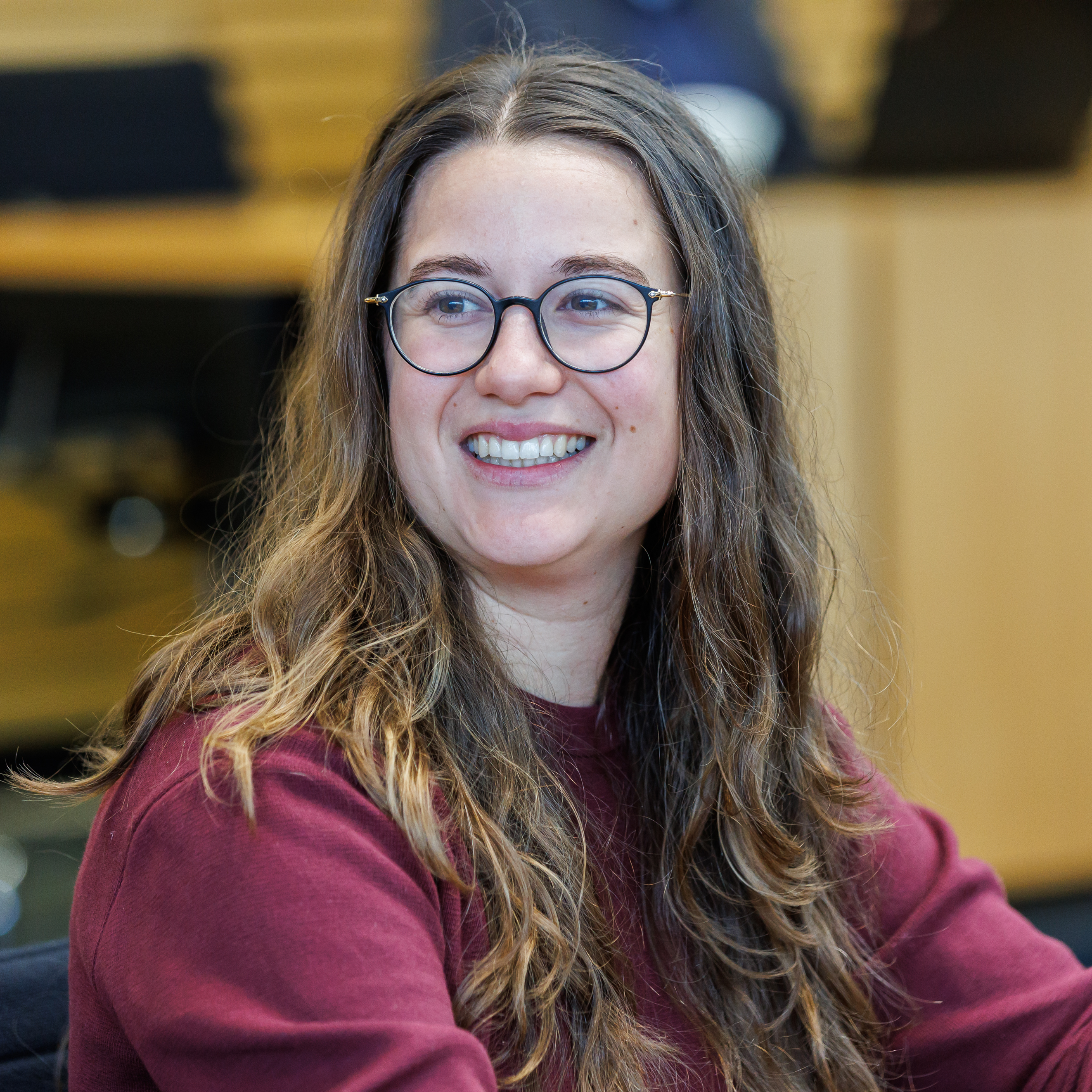
Lena Saniye Güngör (2024)

Lena Saniye Güngör (* 29. Dezember 1993 in Dortmund) ist eine deutsche Politikerin (Die Linke) und Vizepräsidentin des Thüringer Landtags.

## Leben
Lena Saniye Güngör schloss den Schulbesuch in Dortmund 2012 mit der Allgemeinen Hochschulreife ab. Sie studierte anschließend Psychologie an der Technischen Universität Chemnitz und an der Friedrich-Schiller-Universität Jena mit Masterabschluss 2018, mit den Schwerpunkten Arbeit, Bildung und Gesellschaft. Zusätzlich erwarb sie dort 2019 einen Master in Angewandter Ethik und Konfliktmanagement.
Nach ihren Abschlüssen war sie ab Sommer 2018 als wissenschaftliche Mitarbeiterin im Thüringer Modellprojekt Achtsame Hochschule in der digitalen Gesellschaft beschäftigt. Im Frühjahr 2019 folgte eine zusätzliche Stelle im Projekt Führungsethik als Ethik in den Wissenschaften. Beide Anstellungen endeten mit Güngörs Einzug in den Thüringer Landtag. Güngör ist weiterhin Dozentin am Ethik-Lehrstuhl der Friedrich-Schiller-Universität.
Ihr Studium wurde von der Friedrich-Ebert-Stiftung gefördert, hier fungierte Güngör als Stipendiatensprecherin. Sie ist stellvertretende Vorsitzende der Rosa-Luxemburg-Stiftung, war bis 2025 Sprecherin des Länderrates und von 2019 bis 2025 Vorsitzende der Rosa-Luxemburg-Stiftung Thüringen.

## Partei und Politik
Im Sommer 2017 wurde Güngör Mitglied der Partei Die Linke. Bei der Landtagswahl in Thüringen 2019 erhielt sie über die Landesliste der Partei ein Mandat und zog als damals jüngste Abgeordnete in den Thüringer Landtag ein. Sie war Sprecherin für Arbeits- und Gewerkschaftspolitik ihrer Fraktion. In der 7. Wahlperiode war Güngör Mitglied im Ausschuss für Soziales, Arbeit, Gesundheit und Gleichstellung, der Strafvollzugskommission und des Untersuchungsausschusses 7/2 (Treuhand in Thüringen). Außerdem war sie stellvertretendes Mitglied im Ausschuss für Wirtschaft, Wissenschaft und Digitale Gesellschaft.
Bei der Landtagswahl in Thüringen 2024 errang sie das Direktmandat im Wahlkreis 38 (Jena II) und zog erneut in den Thüringer Landtag ein. Sie ist Sprecherin für Arbeit, Gewerkschaften, Gleichstellung, Gesundheit und Pflege ihrer Fraktion. Am 28. September 2024 wurde sie zur Vizepräsidentin des Landtags gewählt.
Seit Frühjahr 2019 gehört Güngör dem Stadtrat von Jena an und war dort bis Mai 2024 Fraktionsvorsitzende ihrer Partei. Sie ist Mitglied des Sozialausschusses und des Werkausschusses KIJ (Kommunale Immobilien Jena).

## Publikationen
- Was ist mit dem Stoff passiert? – Über die Apoldaer Strick- und Textilindustrie und ihren Wandel (gemeinsam mit Julian P. J. Degen,  Helen Alexandra Kramer und Kevin Reichenbach, Rosa-Luxemburg-Stiftung Thüringen, Erfurt 2021)[7]

- »...die gefährlichste Kommunistin Mitteldeutschlands« - Das Leben und Wirken der Helene Fleischer (gemeinsam mit Helen Alexandra Kramer und Kevin Reichenbach, Rosa-Luxemburg-Stiftung Thüringen, Erfurt 2022)[8]

- Eine Kurstadt und ihr Erbe – Das ehemalige Konzentrationslager in Bad Sulza  (gemeinsam mit Elisa Paschold und Kevin Reichenbach, Rosa-Luxemburg-Stiftung Thüringen, Erfurt 2023)[9]

- Einstellungen brasilianischer und deutscher Ärzte und Ärztinnen zu Fragen des ärztlichen Berufsethos (gemeinsam mit Hannah Stulik, Tina Rudolph, Euler Westphal, Nikolaus Knoepffler, Verlag Karl Alber, Baden-Baden 2024, ISBN 978-3-495-99355-2.)[10]